# Doris Auer
Doris Auer (ur. 10 maja 1971 w Wiedniu) – austriacka lekkoatletka specjalizująca się w skoku o tyczce.

## Osiągnięcia
- brązowy medal Uniwersjady (Sycylia 1997)
- 9. miejsce podczas igrzysk olimpijskich (Sydney 2000)
- 11. lokata na mistrzostwach świata (Edmonton 2001)
- rekordzistka świata weteranek w kategorii W40 (powyżej czterdziestego roku życia) – 4,10 (2011)
- liczne tytuły mistrzyni Austrii, zarówno w hali jak i na stadionie (także w siedmioboju w 1992)

## Rekordy życiowe
- skok o tyczce (stadion) – 4,40 (2000 & 2001) do 2014 rekord Austrii
- skok o tyczce (hala) – 4,44 (2001) do 2015 rekord Austrii